# Gerson (calciatore 1992)
Gerson Guimarães Ferreira Júnior, noto semplicemente come Gerson (Rio de Janeiro, 7 gennaio 1992), è un calciatore brasiliano, difensore del Nova Venécia.

## Palmarès

### Competizioni statali
- Campionato Alagoano: 1

CSA: 2019